# Al-Anon/Alateen
Grupos Familiares Al-Anon é um programa de Doze Passos para familiares e amigos de alcoólicos. Seus membros compartilham suas experiências nas reuniões de grupo e buscam forças e esperança na tentativa de resolver seus problemas comuns.  Eles acreditam que o alcoolismo é uma doença familiar e que mudanças de atitudes podem colaborar com a recuperação.
Os princípios do Programa Al-Anon são os Doze Passos, as Doze Tradições e os Doze Conceitos.  
Alateen é uma divisão de Al-Anon dedicada a pessoas mais jovens que são afetadas pelo hábito de alguém beber.